# Adrian Vizingr
Adrian Vizingr (* 19. dubna 1975) je bývalý český fotbalista, obránce. Po skončení aktivní kariéry působí jako trenér. Narodil se v Praze.

## Fotbalová kariéra
V české lize hrál za AFK Atlantic Lázně Bohdaneč. Nastoupil ve 22 ligových utkáních. Gól v lize nedal. V nižších soutěžích hrál i za FK Mladá Boleslav, SK Český Brod, FC MUS Most, FK Atlantic Slovan Pardubice a FK Viktoria Žižkov.

## Ligová bilance
| Ročník                          | Zápasy | Góly | Klub                         |
| ------------------------------- | ------ | ---- | ---------------------------- |
| Česká fotbalová liga 1993/94    | -      | 6    | FK Slavia Mladá Boleslav     |
| Česká fotbalová liga 1994/95    | -      | 3    | SK Český Brod                |
| Česká fotbalová liga 1995/96    | -      | 8    | AFK Atlantic Lázně Bohdaneč  |
| 2. česká fotbalová liga 1996/97 | 9      | 0    | AFK Atlantic Lázně Bohdaneč  |
| Gambrinus liga 1997/98          | 22     | 0    | AFK Atlantic Lázně Bohdaneč  |
| 2. česká fotbalová liga 1998/99 | 23     | 1    | AFK Atlantic Lázně Bohdaneč  |
| 2. česká fotbalová liga 1999/00 | 14     | 1    | AFK Atlantic Lázně Bohdaneč  |
| 2. česká fotbalová liga 1999/00 | 8      | 0    | FC MUS Most                  |
| 2. česká fotbalová liga 2000/01 | 24     | 1    | FC MUS Most                  |
| 2. česká fotbalová liga 2001/02 | 26     | 1    | FC MUS Most                  |
| 2. česká fotbalová liga 2002/03 | 17     | 2    | FK Mladá Boleslav            |
| 2. česká fotbalová liga 2003/04 | 22     | 0    | FK Mladá Boleslav            |
| 2. česká fotbalová liga 2004/05 | 21     | 1    | FK Atlantic Slovan Pardubice |
| 2. česká fotbalová liga 2005/06 | 29     | 2    | FK Viktoria Žižkov           |
| 2. česká fotbalová liga 2006/07 | 1      | 0    | FK Viktoria Žižkov           |
| CELKEM 1. liga ČR               | 22     | 0    |                              |